# زوفای بزرگ ارغوانی
زوفای بزرگ ارغوانی (نام علمی: Agastache scrophulariifolia) نام یک گونه از خانواده نعنائیان است.